# Jon Kabat-Zinn
Jon Kabat-Zinn (* 5. června 1944) je emeritním profesorem medicíny a jednou z klíčových osobností v USA, která zpopularizovala pojem mindfulness (do češtiny se nejčastěji překládá jako uvědomování nebo všímavost).
Je zakladatelem Kliniky pro snižování stresu a Centra pro mindfulness v medicíně, zdravotní péči a společnosti na Massachusettské univerzitě. V roce 1979 vytvořil program proti snižování stresu MBSR (Mindfulness Based Stress Reduction).
Je autorem celé řady vědeckých prací na téma klinické aplikace všímavosti v medicíně a ve zdravotnictví. O všímavosti píše rovněž praktické knihy pro širokou veřejnost. Dvě jeho publikace vyšly také v češtině.

## Život a kariéra
Kabat-Zinn se narodil v roce 1944 v New Yorku jako nejstarší ze tří dětí. Jeho otcem byl vědec Elvin Kabat, jeho matka Sally Kabat byla malířka. V roce 1964 vystudoval Haverford College a v roce 1971 získal titul Ph.D. v molekulární biologii. Jeho školitelem byl Salvador Luria, laureát Nobelovy ceny v medicíně.
S meditací se poprvé seznámil při setkání s Philipem Kapleau, učitelem zen buddhismu. Vystudoval Insight Meditation Society, kde také občasně učil. Roku 1979 založil Kliniku snižování stresu. Kabat-Zinn zde vyvinul program Snižování stresu pomocí všímavosti (MBSR – Mindfulness Based Stress Reduction), který využívá funkční prvky buddhistické meditace a jógy pro léčbu chronického stresu, bolesti, úzkosti a dalších psychosomatických obtíží. Program MBSR dnes využívá přes 720 zdravotnických zařízení po celém světě.
MBSR vyučuje po celém světě s cílem pomáhat lidem zvládat stres, deprese, úzkosti, bolest a psychosomatická onemocnění. Program MBSR je nabízen v nemocnicích a dalších zdravotnických centrech. Prošlo jím přes 20 000 pacientů a dnes je považován za excelentní příklad praxe psychosomatické a také tzv. participativní medicíny, kdy se pacient spolu s lékaři aktivně podílí na prevenci nemocí a zlepšování svého zdraví.

## Dílo
Jon Kabat-Zinn je autorem řady publikací. Mezi jinými to je „Full Catastrophe Living: Using the Wisdom of Your Body and Mind to Face Stress, Pain, and Illness” (1991) nebo „Wherever You Go, There You Are” (1994), která se stala bestsellerem.

### Publikace v angličtině
- Full catastrophe living: using the wisdom of your body and mind to face stress, pain, and illness, by Jon Kabat-Zinn. Delta Trade Paperbacks, 1991. ISBN 0-385-30312-2.
- Full catastrophe living: how to cope with stress, pain and illness using mindfulness meditation. Piatkus, 1996. ISBN 0-7499-1585-4.
- The power of meditation and prayer, with Sogyal Rinpoche, Larry Dossey, Michael Toms. Hay House, 1997. ISBN 1-56170-423-7.
- Everyday Blessings: The Inner Work of Mindful Parenting, with Myla Kabat-Zinn. Hyperion, 1997. ISBN 978-0-7868-8314-1.
- Mindfulness Meditation for Everyday Life. Piatkus, 2001. ISBN 0-7499-1422-X.
- Wherever You Go, There You Are: Mindfulness Meditation in Everyday Life. Hyperion Books, 2005. ISBN 1-4013-0778-7.
- Coming to Our Senses: Healing Ourselves and the World Through Mindfulness. Hyperion, 2006. ISBN 0-7868-8654-4.
- The mindful way through depression: freeing yourself from chronic unhappiness, by J. Mark G. Williams, John D. Teasdale, Zindel V. Segal, Jon Kabat-Zinn. Guilford Press, 2007. ISBN 1593851286.
- Arriving at Your Own Door. Piatkus Books, 2008. ISBN 0-7499-2861-1.
- Letting Everything Become Your Teacher: 100 Lessons in Mindfulness. Dell Publishing Company, 2009. ISBN 0-385-34323-X.

### Publikace v češtině
- KABAT-ZINN, Jon. Vědomí přítomnosti, Votobia, 1996. ISBN 80-85619-64-4.
- KABAT-ZINN, Jon. Život samá pohroma: Jak čelit stresu, nemoci a bolesti pomocí moudrosti těla a mysli, Jan Melvil Publishing, 2016. ISBN 978-80-7555-012-5

- KABAT-ZINN, Jon. Mindfulness pro začátečníky. Překlad Fafejta, Ondřej. Praha: Portál, 2022. 200 s. ISBN 978-80-262-2130-2.
- KABAT-ZINN, Jon. Úleva od bolesti: Pomocí mindfulness. Překlad Grimmich, Šimon. Praha: Portál, 2024. 200 s. ISBN 978-80-262-2130-2.

## Kniha Život samá pohroma
Jon Kabat-Zinn v knize „Život samá pohroma: Jak čelit stresu bolesti a nemoci pomocí moudrosti těla a mysli“ (v originále „Full Catastrophe Living: Using the Wisdom of Your Body and Mind to Face Stress, Pain, and Illness“ ) pracuje s pojmem mindfulness (všímavost). Mindfulness a meditaci představuje jako duševní trénink zaměřený na rozvíjení pozornosti k prožívání přítomného okamžiku. Východní praxi kombinuje s lékařskými a psychologickými poznatky.
Díky popularizaci pojmu mindfulness dnes tato technika proniká do školství, sportu, armády nebo do nadnárodních firem – využívají ji například Google nebo Twitter. Meditaci všímavosti se věnuje také řada známých osobností, například Bill Clinton, Al Gore, Clint Eastwood nebo Richard Gere.
Dlouhodobé výzkumy (využívající například metodu snímkování mozku magnetickou rezonancí) ukazují pozitivní účinky praktikování meditace všímavosti. Podle některých průzkumů jsou mindfulness praktiky stejně účinné jako antidepresiva.
Autor v knize odhaluje, jak se naučit naslouchat tělu a lépe zvládat zdravotní potíže včetně chronických bolestí, úzkostí nebo nespavosti. Věnuje se tématu stresu z práce a vztahů, z životních rolí nebo z jídla a radí, jak s nimi pracovat. Vysvětluje, co dnes věda ví o spojitosti mezi dušením v fyzickým zdravím a jak se lidé mohou pomocí těchto vědomostí uzdravovat nebo posilovat svoji imunitu. Přináší také návod, jak i v domácích podmínkách projít meditačním kurzem MBSR.